# Leptocyathus elegans
Espèce
Leptocyathus elegans est une espèce éteinte de coraux de la famille des Caryophylliidae.